# Saison 2021-2022 de l'Élan sportif chalonnais
La saison 2021-2022 de l'Élan sportif chalonnais est la troisième de l'Élan chalon en Pro B, après 25 saisons successive en première division.

## Transfert
| Arrivées - Sebastian Machowski : Entarineur - Kevin Harley : Boulazac (Jeep Élite) - Damien Bouquet : Nanterre (Jeep Élite) - Mathis Dossou-Yovo : Blois (Pro B), retour de prêt - Antoine Eito : Le Mans (Jeep Élite) - Ahmaad Rorie : Keravnós Strovólou (Division 1) - Tomislav Gabrić : Oldenbourg (Basketball-Bundesliga) En cours de saison - Jonathan Augustin-Fairell : Fos-sur-Mer (Pro B) - Desmond Washington : Antalya Güneşi (TBL) - Rolands Freimanis : BK Nijni Novgorod (VTB United League) - Jordan Aboudou : Dakar Université Club (BAL) | Départs - Garrett Sim : İTÜ (TBL) - Rafi Menco : Hapoël Holon (Ligat HaAI) - Sean Armand : Baloncesto Fuenlabrada (Liga ACB) - Jordon Crawford : Büyükçekmece Basketbol (TBL) - Ike Iroegbu : Hapoël Galil Elyon (Ligat HaAI) - Myles Hesson : Saga Ballooners (Deuxième division) - Ousmane Camara : ? - Assane Ndoye : Limoges (Jeep Élite) - Yvann Mbaya : Poitiers (Nationale 1), prêt En cours de saison - Mārtiņš Meiers : Śląsk Wrocław (PLK), prêt - Ahmaad Rorie : ? - Sebastian Machowski : Entraineur |

## Effectif de la saison
| P.          | #  | Nat.! | Nom Prénom                 | Taille | Âge |
| ----------- | -- | ----- | -------------------------- | ------ | --- |
| Arrière     | 5  |       | Kevin Harley               | 1,96   | 27  |
| Ailier      | 6  |       | Damien Bouquet             | 1,96   | 27  |
| Pivot       | 7  |       | Mathis Dossou-Yovo         | 2,05   | 20  |
| Meneur      | 8  |       | Antoine Eito               | 1,86   | 33  |
| Ailier      | 9  |       | Maxime Galin               | 2,02   | 19  |
| Arrière     | 10 |       | Babacar Niasse             | 1.93   | 21  |
| Meneur      | 53 |       | Desmond Washington         | 1,88   | 29  |
| Ailier-fort | 23 |       | Sitraka Raharimanantoanina | 2,08   | 20  |
| Ailier-fort | 30 |       | Mickaël Gelabale           | 2,04   | 38  |
| Intérieur   | .. |       | Jonathan Augustin-Fairell  | 2,01   | 28  |
| Ailier-fort | 88 |       | Tomislav Gabrić            | 2,04   | 26  |

| Entraîneur          | Assistant       |
| ------------------- | --------------- |
| Sebastian Machowski | Maxime Pacquaut |

## Matchs

### Matchs amicaux
Avant saison
- Chalon-sur-Saône / Saint-Chamond : 100-66[1],[2]
- Bourg-en-Bresse (Betclic Élite) / Chalon-sur-Saône : 79-51 (Ain Star Game à Bourg-en-Bresse)[3]
- Chalon-sur-Saône / Nanterre (Betclic Élite) : 84-85 Après prolongation (Ain Star Game à Bourg-en-Bresse)[4]
- Chalon-sur-Saône / Lyon-Villeurbanne (Betclic Élite) : 90-61 (Ain Star Game à Bourg-en-Bresse)[5]
- Chalon-sur-Saône / Bourg-en-Bresse (Betclic Élite) : 67-69 (Tournoi de Luxeuil-les-Bains)[6]
- Chalon-sur-Saône / Strasbourg (Betclic Élite)  : 89-76 (Tournoi de Luxeuil-les-Bains)[6]

Pendant la saison
- Genève  / Chalon-sur-Saône : 72-76[7]

### Leaders Cup Pro B

#### Phase de groupes
| 18 septembre 2021 20h00 | [ 8 ] | Gries-Oberhoffen Souffelweyersheim                 | 59–90                               | Chalon-sur-Saône |  | Salle des Sept Arpents, Souffelweyersheim Affluence : 650 |
| 18 septembre 2021 20h00 | [ 8 ] | Score par quart-temps : 14-19, 13-25, 17-20, 15-26 |                                     |                  |  | Salle des Sept Arpents, Souffelweyersheim Affluence : 650 |
| 18 septembre 2021 20h00 | [ 8 ] | Score par mi-temps : 27-44, 32-46                  |                                     |                  |  | Salle des Sept Arpents, Souffelweyersheim Affluence : 650 |
| 18 septembre 2021 20h00 | [ 8 ] | ,                                                  | Points Rebonds Passes d. Évaluation | ,                |  | Salle des Sept Arpents, Souffelweyersheim Affluence : 650 |

| 25 septembre 2021 20h00 | [ 9 ] | Chalon-sur-Saône                                   | 82–85                               | Nancy |  | Le Colisée, Chalon-sur-Saône |
| 25 septembre 2021 20h00 | [ 9 ] | Score par quart-temps : 19-24, 23-16, 19-23, 21-22 |                                     |       |  | Le Colisée, Chalon-sur-Saône |
| 25 septembre 2021 20h00 | [ 9 ] | Score par mi-temps : 42-40, 40-45                  |                                     |       |  | Le Colisée, Chalon-sur-Saône |
| 25 septembre 2021 20h00 | [ 9 ] | ,                                                  | Points Rebonds Passes d. Évaluation | ,     |  | Le Colisée, Chalon-sur-Saône |

| 5 octobre 2021 20h00 | [ 10 ] | Nancy                                              | 93–54                               | Chalon-sur-Saône |  | Palais des sports Jean-Weille, Nancy |
| 5 octobre 2021 20h00 | [ 10 ] | Score par quart-temps : 19-17, 18-11, 29-15, 27-11 |                                     |                  |  | Palais des sports Jean-Weille, Nancy |
| 5 octobre 2021 20h00 | [ 10 ] | Score par mi-temps : 37-28, 56-26                  |                                     |                  |  | Palais des sports Jean-Weille, Nancy |
| 5 octobre 2021 20h00 | [ 10 ] | ,                                                  | Points Rebonds Passes d. Évaluation | ,                |  | Palais des sports Jean-Weille, Nancy |

| 9 octobre 2021 20h00 | [ 11 ] | Chalon-sur-Saône                                   | 84–73                               | Gries-Oberhoffen Souffelweyersheim |  | Le Colisée, Chalon-sur-Saône |
| 9 octobre 2021 20h00 | [ 11 ] | Score par quart-temps : 21-21, 16-16, 16-13, 31-23 |                                     |                                    |  | Le Colisée, Chalon-sur-Saône |
| 9 octobre 2021 20h00 | [ 11 ] | Score par mi-temps : 37-37, 47-36                  |                                     |                                    |  | Le Colisée, Chalon-sur-Saône |
| 9 octobre 2021 20h00 | [ 11 ] | ,                                                  | Points Rebonds Passes d. Évaluation | ,                                  |  | Le Colisée, Chalon-sur-Saône |

#### Phase finale

##### Quart de finale
| 26 octobre 2021 20h00 | [ 12 ] | Nancy                                              | 93–75                               | Chalon-sur-Saône |  | Palais des sports Jean-Weille, Nancy |
| 26 octobre 2021 20h00 | [ 12 ] | Score par quart-temps : 27-17, 17-11, 24-30, 25-17 |                                     |                  |  | Palais des sports Jean-Weille, Nancy |
| 26 octobre 2021 20h00 | [ 12 ] | Score par mi-temps : 44-28, 49-47                  |                                     |                  |  | Palais des sports Jean-Weille, Nancy |
| 26 octobre 2021 20h00 | [ 12 ] | ,                                                  | Points Rebonds Passes d. Évaluation | ,                |  | Palais des sports Jean-Weille, Nancy |

### Championnat

#### Matchs aller
| 15 octobre 2021 20h00 | [ 13 ] | Saint-Chamond                                      | 93–69                               | Chalon-sur-Saône |  | Halle André Boulloche, Saint-Chamond |
| 15 octobre 2021 20h00 | [ 13 ] | Score par quart-temps : 23-23, 26-17, 27-11, 17-18 |                                     |                  |  | Halle André Boulloche, Saint-Chamond |
| 15 octobre 2021 20h00 | [ 13 ] | Score par mi-temps : 49-40, 44-29                  |                                     |                  |  | Halle André Boulloche, Saint-Chamond |
| 15 octobre 2021 20h00 | [ 13 ] | ,                                                  | Points Rebonds Passes d. Évaluation | ,                |  | Halle André Boulloche, Saint-Chamond |

| 23 octobre 2021 20h00 | [ 14 ] | Chalon-sur-Saône                                  | 71–62                               | Rouen |  | Le Colisée, Chalon-sur-Saône Affluence : 3 900 |
| 23 octobre 2021 20h00 | [ 14 ] | Score par quart-temps : 10-9, 14-21, 21-17, 26-15 |                                     |       |  | Le Colisée, Chalon-sur-Saône Affluence : 3 900 |
| 23 octobre 2021 20h00 | [ 14 ] | Score par mi-temps : 24-30, 47-32                 |                                     |       |  | Le Colisée, Chalon-sur-Saône Affluence : 3 900 |
| 23 octobre 2021 20h00 | [ 14 ] | ,                                                 | Points Rebonds Passes d. Évaluation | ,     |  | Le Colisée, Chalon-sur-Saône Affluence : 3 900 |

| 29 octobre 2021 20h00 | [ 15 ] | Nantes                                             | 86–100                              | Chalon-sur-Saône |  | Salle de la Trocardière, Nantes Affluence : 2 520 |
| 29 octobre 2021 20h00 | [ 15 ] | Score par quart-temps : 25-27, 22-27, 17-24, 22-22 |                                     |                  |  | Salle de la Trocardière, Nantes Affluence : 2 520 |
| 29 octobre 2021 20h00 | [ 15 ] | Score par mi-temps : 47-54, 39-46                  |                                     |                  |  | Salle de la Trocardière, Nantes Affluence : 2 520 |
| 29 octobre 2021 20h00 | [ 15 ] | ,                                                  | Points Rebonds Passes d. Évaluation | ,                |  | Salle de la Trocardière, Nantes Affluence : 2 520 |

| 6 novembre 2021 20h00 | [ 16 ] | Chalon-sur-Saône                                  | 88–61                               | Lille |  | Le Colisée, Chalon-sur-Saône Affluence : 3 200 |
| 6 novembre 2021 20h00 | [ 16 ] | Score par quart-temps : 21-22, 24-15, 25-8, 18-16 |                                     |       |  | Le Colisée, Chalon-sur-Saône Affluence : 3 200 |
| 6 novembre 2021 20h00 | [ 16 ] | Score par mi-temps : 45-37, 43-24                 |                                     |       |  | Le Colisée, Chalon-sur-Saône Affluence : 3 200 |
| 6 novembre 2021 20h00 | [ 16 ] | ,                                                 | Points Rebonds Passes d. Évaluation | ,     |  | Le Colisée, Chalon-sur-Saône Affluence : 3 200 |

| 9 novembre 2021 20h00 | [ 17 ] | Aix Maurienne                                      | 92–88                               | Chalon-sur-Saône |  | Halle Marlioz, Aix-les-Bains |
| 9 novembre 2021 20h00 | [ 17 ] | Score par quart-temps : 23-23, 22-30, 24-23, 23-12 |                                     |                  |  | Halle Marlioz, Aix-les-Bains |
| 9 novembre 2021 20h00 | [ 17 ] | Score par mi-temps : 45-53, 47-35                  |                                     |                  |  | Halle Marlioz, Aix-les-Bains |
| 9 novembre 2021 20h00 | [ 17 ] | ,                                                  | Points Rebonds Passes d. Évaluation | ,                |  | Halle Marlioz, Aix-les-Bains |

| 13 novembre 2021 20h00 | [ 18 ] | Blois                                              | 70–85                               | Chalon-sur-Saône |  | Salle du Jeu de Paume, Blois |
| 13 novembre 2021 20h00 | [ 18 ] | Score par quart-temps : 26-18, 10-21, 13-20, 21-26 |                                     |                  |  | Salle du Jeu de Paume, Blois |
| 13 novembre 2021 20h00 | [ 18 ] | Score par mi-temps : 36-39, 34-46                  |                                     |                  |  | Salle du Jeu de Paume, Blois |
| 13 novembre 2021 20h00 | [ 18 ] | ,                                                  | Points Rebonds Passes d. Évaluation | ,                |  | Salle du Jeu de Paume, Blois |

| 20 novembre 2021 20h00 | [ 19 ] | Chalon-sur-Saône                                   | 67–77                               | Saint-Quentin |  | Le Colisée, Chalon-sur-Saône |
| 20 novembre 2021 20h00 | [ 19 ] | Score par quart-temps : 11-16, 21-21, 18-13, 17-27 |                                     |               |  | Le Colisée, Chalon-sur-Saône |
| 20 novembre 2021 20h00 | [ 19 ] | Score par mi-temps : 32-37, 35-40                  |                                     |               |  | Le Colisée, Chalon-sur-Saône |
| 20 novembre 2021 20h00 | [ 19 ] | ,                                                  | Points Rebonds Passes d. Évaluation | ,             |  | Le Colisée, Chalon-sur-Saône |

| 3 décembre 2021 20h00 | [ 20 ] | Tours                                              | 81–90                               | Chalon-sur-Saône |  | Halle Monconseil, Tours |
| 3 décembre 2021 20h00 | [ 20 ] | Score par quart-temps : 14-28, 20-19, 23-24, 24-19 |                                     |                  |  | Halle Monconseil, Tours |
| 3 décembre 2021 20h00 | [ 20 ] | Score par mi-temps : 34-47, 47-43                  |                                     |                  |  | Halle Monconseil, Tours |
| 3 décembre 2021 20h00 | [ 20 ] | ,                                                  | Points Rebonds Passes d. Évaluation | ,                |  | Halle Monconseil, Tours |

| 11 décembre 2021 20h00 | , | Chalon-sur-Saône                                   | 71–69                               | Vichy-Clermont |  | Le Colisée, Chalon-sur-Saône Affluence : 4 300 |
| 11 décembre 2021 20h00 | , | Score par quart-temps : 23-20, 14-12, 16-18, 18-19 |                                     |                |  | Le Colisée, Chalon-sur-Saône Affluence : 4 300 |
| 11 décembre 2021 20h00 | , | Score par mi-temps : 37-32, 34-37                  |                                     |                |  | Le Colisée, Chalon-sur-Saône Affluence : 4 300 |
| 11 décembre 2021 20h00 | , | ,                                                  | Points Rebonds Passes d. Évaluation | ,              |  | Le Colisée, Chalon-sur-Saône Affluence : 4 300 |

| 17 décembre 2021 20h00 | , | Saint-Vallier                                      | 86–92                               | Chalon-sur-Saône |  | Complexe sportif des deux Rives, Saint-Vallier Affluence : 1 700 |
| 17 décembre 2021 20h00 | , | Score par quart-temps : 16-29, 20-21, 28-24, 22-18 |                                     |                  |  | Complexe sportif des deux Rives, Saint-Vallier Affluence : 1 700 |
| 17 décembre 2021 20h00 | , | Score par mi-temps : 36-50, 50-42                  |                                     |                  |  | Complexe sportif des deux Rives, Saint-Vallier Affluence : 1 700 |
| 17 décembre 2021 20h00 | , | ,                                                  | Points Rebonds Passes d. Évaluation | ,                |  | Complexe sportif des deux Rives, Saint-Vallier Affluence : 1 700 |

| 23 décembre 2021 20h00 | [ 25 ] | Boulazac                                           | 85–68                               | Chalon-sur-Saône |  | Le Palio, Boulazac |
| 23 décembre 2021 20h00 | [ 25 ] | Score par quart-temps : 21-22, 24-15, 19-17, 21-14 |                                     |                  |  | Le Palio, Boulazac |
| 23 décembre 2021 20h00 | [ 25 ] | Score par mi-temps : 45-37, 40-31                  |                                     |                  |  | Le Palio, Boulazac |
| 23 décembre 2021 20h00 | [ 25 ] | ,                                                  | Points Rebonds Passes d. Évaluation | ,                |  | Le Palio, Boulazac |

| 27 décembre 2021 20h00 | , | Chalon-sur-Saône                                   | 76–63                               | Antibes |  | Le Colisée, Chalon-sur-Saône Affluence : 4 600 |
| 27 décembre 2021 20h00 | , | Score par quart-temps : 19-12, 20-19, 19-15, 18-17 |                                     |         |  | Le Colisée, Chalon-sur-Saône Affluence : 4 600 |
| 27 décembre 2021 20h00 | , | Score par mi-temps : 39-31, 37-32                  |                                     |         |  | Le Colisée, Chalon-sur-Saône Affluence : 4 600 |
| 27 décembre 2021 20h00 | , | ,                                                  | Points Rebonds Passes d. Évaluation | ,       |  | Le Colisée, Chalon-sur-Saône Affluence : 4 600 |

| 15 janvier 2022 20h00 | , | Chalon-sur-Saône                                   | 72–71                               | Nancy |  | Le Colisée, Chalon-sur-Saône Affluence : 2 000 |
| 15 janvier 2022 20h00 | , | Score par quart-temps : 15-14, 22-19, 18-19, 17-19 |                                     |       |  | Le Colisée, Chalon-sur-Saône Affluence : 2 000 |
| 15 janvier 2022 20h00 | , | Score par mi-temps : 37-33, 35-38                  |                                     |       |  | Le Colisée, Chalon-sur-Saône Affluence : 2 000 |
| 15 janvier 2022 20h00 | , | ,                                                  | Points Rebonds Passes d. Évaluation | ,     |  | Le Colisée, Chalon-sur-Saône Affluence : 2 000 |

| 18 janvier 2022 20h00 | [ 30 ] | Gries-Oberhoffen Souffelweyersheim                 | 83–87                               | Chalon-sur-Saône |  | Espace Sport La Forêt, Gries |
| 18 janvier 2022 20h00 | [ 30 ] | Score par quart-temps : 22-30, 21-17, 20-21, 20-19 |                                     |                  |  | Espace Sport La Forêt, Gries |
| 18 janvier 2022 20h00 | [ 30 ] | Score par mi-temps : 43-47, 40-40                  |                                     |                  |  | Espace Sport La Forêt, Gries |
| 18 janvier 2022 20h00 | [ 30 ] | ,                                                  | Points Rebonds Passes d. Évaluation | ,                |  | Espace Sport La Forêt, Gries |

| 15 février 2022 20h00 |                                                    | Évreux                              | 73–79 | Chalon-sur-Saône |  | Salle Jean Fourré, Évreux |
| 15 février 2022 20h00 | Score par quart-temps : 20-22, 14-18, 19-17, 20-22 |                                     |       |                  |  | Salle Jean Fourré, Évreux |
| 15 février 2022 20h00 | Score par mi-temps : 34-40, 39-39                  |                                     |       |                  |  | Salle Jean Fourré, Évreux |
| 15 février 2022 20h00 | ,                                                  | Points Rebonds Passes d. Évaluation | ,     |                  |  | Salle Jean Fourré, Évreux |

| 25 janvier 2022 20h00 | , | Chalon-sur-Saône                                   | 79–61                               | Denain |  | Le Colisée, Chalon-sur-Saône Affluence : 2 000 |
| 25 janvier 2022 20h00 | , | Score par quart-temps : 16-14, 21-10, 23-20, 19-17 |                                     |        |  | Le Colisée, Chalon-sur-Saône Affluence : 2 000 |
| 25 janvier 2022 20h00 | , | Score par mi-temps : 37-24, 42-37                  |                                     |        |  | Le Colisée, Chalon-sur-Saône Affluence : 2 000 |
| 25 janvier 2022 20h00 | , | ,                                                  | Points Rebonds Passes d. Évaluation | ,      |  | Le Colisée, Chalon-sur-Saône Affluence : 2 000 |

| 29 janvier 2022 20h00 | , | Chalon-sur-Saône                                   | 85–77                               | Quimper |  | Le Colisée, Chalon-sur-Saône Affluence : 2 000 |
| 29 janvier 2022 20h00 | , | Score par quart-temps : 23-19, 20-17, 26-15, 16-26 |                                     |         |  | Le Colisée, Chalon-sur-Saône Affluence : 2 000 |
| 29 janvier 2022 20h00 | , | Score par mi-temps : 43-36, 42-41                  |                                     |         |  | Le Colisée, Chalon-sur-Saône Affluence : 2 000 |
| 29 janvier 2022 20h00 | , | ,                                                  | Points Rebonds Passes d. Évaluation | ,       |  | Le Colisée, Chalon-sur-Saône Affluence : 2 000 |

#### Matchs retour
| 4 février 2022 20h00 | , | Lille                                              | 77–83                               | Chalon-sur-Saône |  | Palais des sports Saint-Sauveur, Lille Affluence : 980 |
| 4 février 2022 20h00 | , | Score par quart-temps : 20-17, 27-20, 14-21, 16-25 |                                     |                  |  | Palais des sports Saint-Sauveur, Lille Affluence : 980 |
| 4 février 2022 20h00 | , | Score par mi-temps : 47-37, 30-46                  |                                     |                  |  | Palais des sports Saint-Sauveur, Lille Affluence : 980 |
| 4 février 2022 20h00 | , | ,                                                  | Points Rebonds Passes d. Évaluation | ,                |  | Palais des sports Saint-Sauveur, Lille Affluence : 980 |

| 8 février 2022 20h00 | , | Chalon-sur-Saône                                                          | 100–97                              | Tours | OT | Le Colisée, Chalon-sur-Saône |
| 8 février 2022 20h00 | , | Score par quart-temps : 18-17, 22-26, 24-26, 20-15 ; prolongation : 16-13 |                                     |       | OT | Le Colisée, Chalon-sur-Saône |
| 8 février 2022 20h00 | , | Score par mi-temps : 40-43, 44-41                                         |                                     |       | OT | Le Colisée, Chalon-sur-Saône |
| 8 février 2022 20h00 | , | ,                                                                         | Points Rebonds Passes d. Évaluation | ,     | OT | Le Colisée, Chalon-sur-Saône |

- Rouen / Chalon-sur-Saône : 103-92
- Chalon-sur-Saône / Saint-Vallier : 78-72
- Vichy / Chalon-sur-Saône : 88-79
- Chalon-sur-Saône / Boulazac : 70-76
- Chalon-sur-Saône / Blois : 82-71
- Saint-Quentin / Chalon-sur-Saône : 91-86
- Chalon-sur-Saône / Saint-Chamond : 86-87
- Quimper / Chalon-sur-Saône : 92-86
- Chalon-sur-Saône / Évreux : 90-92
- Denain / Chalon-sur-Saône : 90-70
- Chalon-sur-Saône / Aix Maurienne : 87-65
- Antibes / Chalon-sur-Saône : 102-85
- Chalon-sur-Saône / Gries-Oberhoffen Souffelweyersheim : 88-92
- Chalon-sur-Saône / Nantes : 86-91
- Nancy / Chalon-sur-Saône : 76-56

Extrait du classement de Pro B 2021-2022
| Rang | Équipe             | %  | J  | G  | P  | Pp   | Pc   | GA  |
| ---- | ------------------ | -- | -- | -- | -- | ---- | ---- | --- |
| 4    | Blois              | 59 | 34 | 20 | 14 | 2601 | 2565 | 36  |
| 5    | Évreux L           | 59 | 34 | 20 | 14 | 2834 | 2766 | 68  |
| 6    | Antibes            | 56 | 34 | 19 | 15 | 2705 | 2610 | 95  |
| 7    | Chalon-sur-Saône R | 53 | 34 | 18 | 16 | 2771 | 2752 | 19  |
| 8    | Vichy-Clermont     | 50 | 34 | 17 | 17 | 2739 | 2665 | 74  |
| 9    | Gries-Souffel      | 47 | 34 | 16 | 18 | 2721 | 2725 | -4  |
| 10   | Denain             | 44 | 34 | 15 | 19 | 2569 | 2605 | -36 |

#### Play-off d'accession

##### Quart de finale
- Blois / Chalon-sur-Saône : 74-75
- Chalon-sur-Saône / Blois : 78-84
- Blois / Chalon-sur-Saône : 93-83

### Coupe de France
| 22 septembre 2021 20h00 | [ 39 ] | Vichy Clermont                                     | 82–80                               | Chalon-sur-Saône |  | Palais des Sports Pierre-Coulon, Vichy Affluence : 200 |
| 22 septembre 2021 20h00 | [ 39 ] | Score par quart-temps : 19-22, 23-21, 23-13, 17-24 |                                     |                  |  | Palais des Sports Pierre-Coulon, Vichy Affluence : 200 |
| 22 septembre 2021 20h00 | [ 39 ] | Score par mi-temps : 42-43, 40-37                  |                                     |                  |  | Palais des Sports Pierre-Coulon, Vichy Affluence : 200 |
| 22 septembre 2021 20h00 | [ 39 ] | ,                                                  | Points Rebonds Passes d. Évaluation | ,                |  | Palais des Sports Pierre-Coulon, Vichy Affluence : 200 |

## Bilan
Le 24 juin 2021, Sebastian Machowski est officiellement le nouvel entraineur du club. Vincent Bergeret prend la présidence du club le 1er septembre 2021.
Pour cette saison 2021-2022 en Pro B avec un objectif de remonter dès la première année en BetClic Elite, l'Elan Chalon enregistre les arrivées de Kevin Harley, Damien Bouquet, Antoine Eito, Ahmaad Rorie, Tomislav Gabrić, le retour de prêt de Mathis Dossou-Yovo ainsi que les premières signatures professionnels de Babacar Niasse et Sitraka Raharimanantoanina ; les départs de Garrett Sim, Rafi Menco, Sean Armand, Jordon Crawford, Ike Iroegbu, Myles Hesson, Ousmane Camara, Assane Ndoye et le prêt de Yvann Mbaya. Début novembre Jonathan Augustin-Fairell arrive en remplacement de Mārtiņš Meiers prêté à Śląsk Wrocław. Le 26 novembre 2021, Desmond Washington arrive en remplacement d'Ahmaad Rorie.

Match de Pro B en 2021 entre l'Elan Chalon et Vichy Clermont
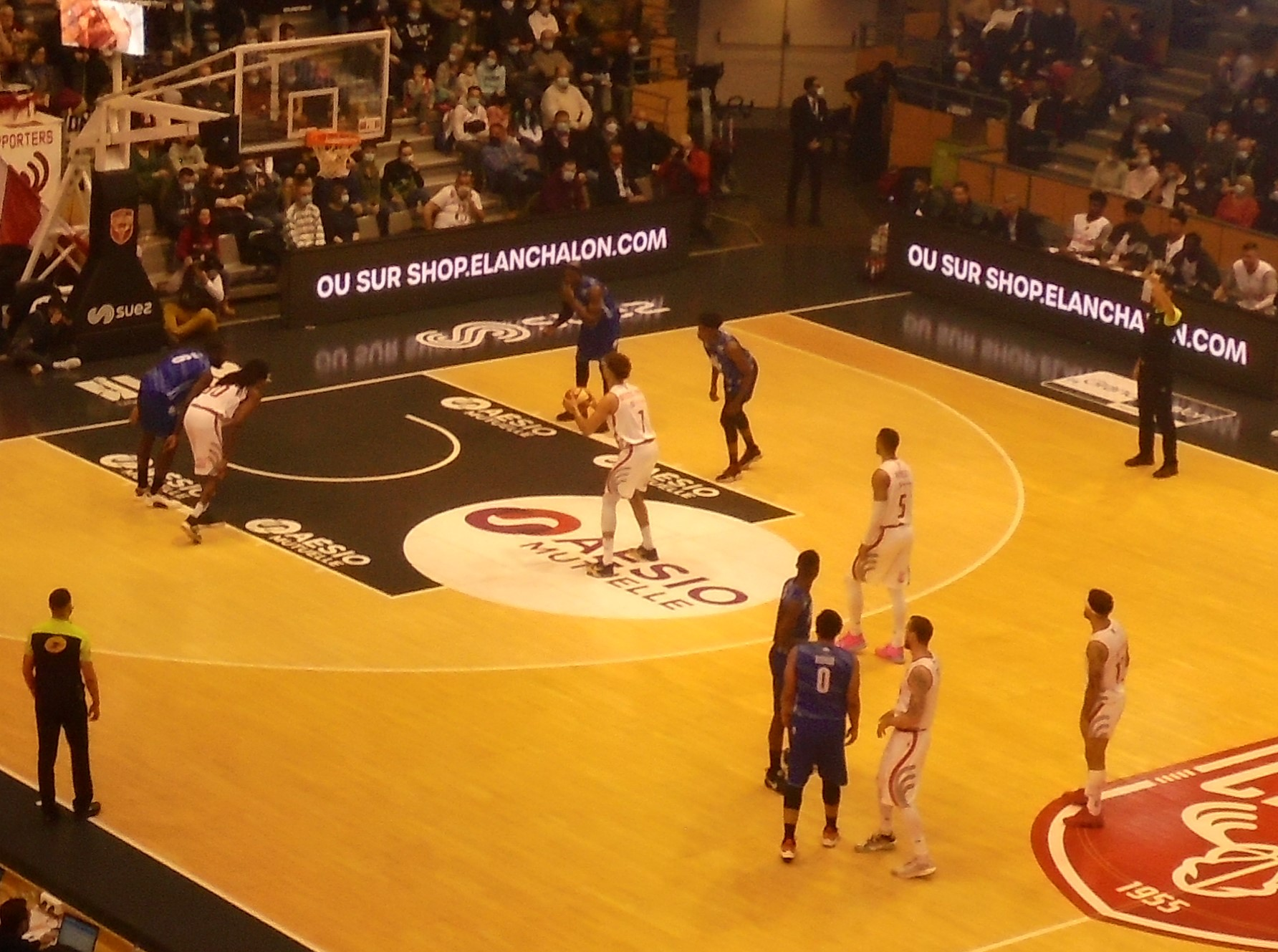
Match de Pro B en 2021 entre l'Elan Chalon et Vichy Clermont.
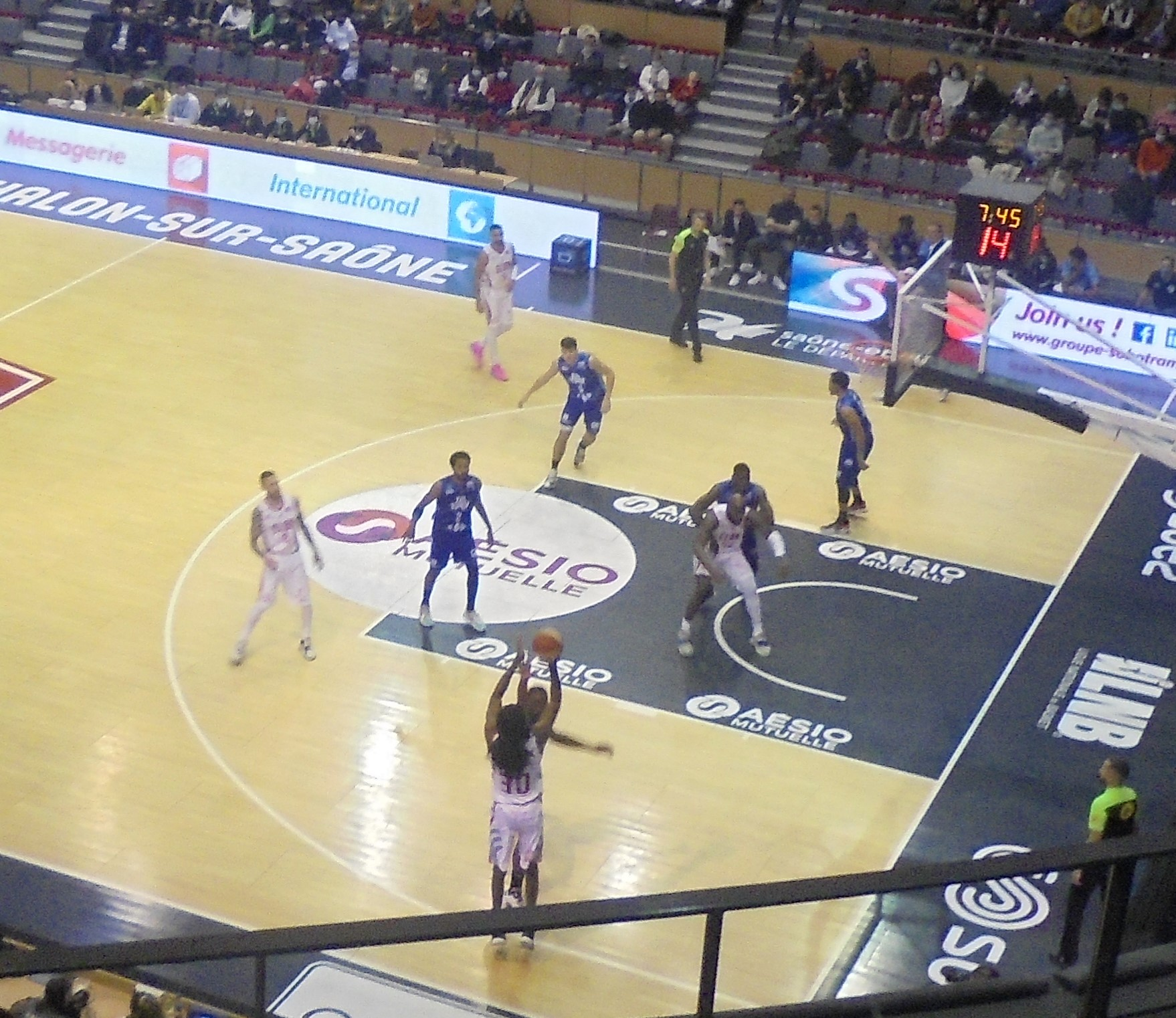
Match de Pro B en 2021 entre l'Elan Chalon et Vichy Clermont.
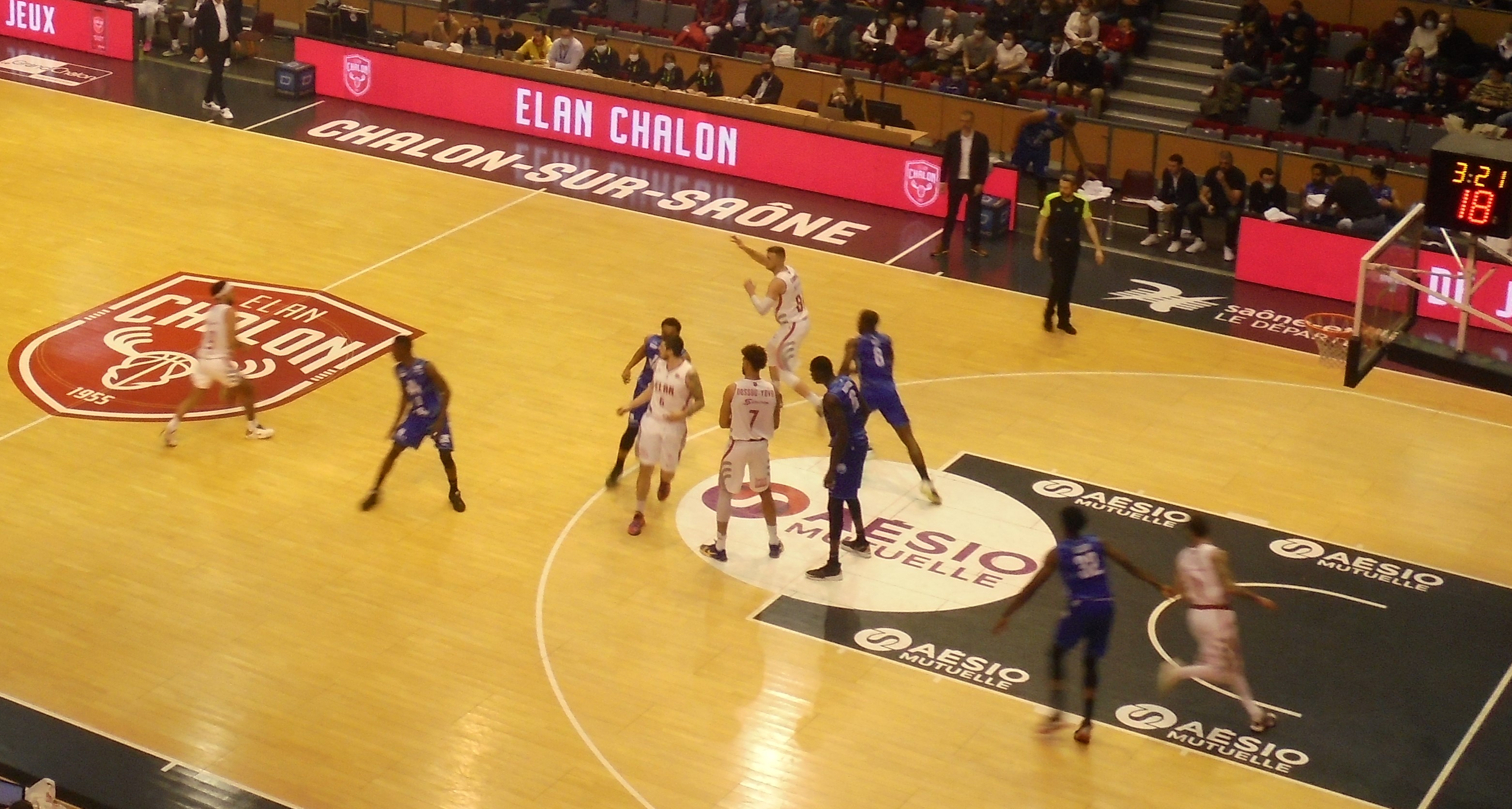
Match de Pro B en 2021 entre l'Elan Chalon et Vichy Clermont.
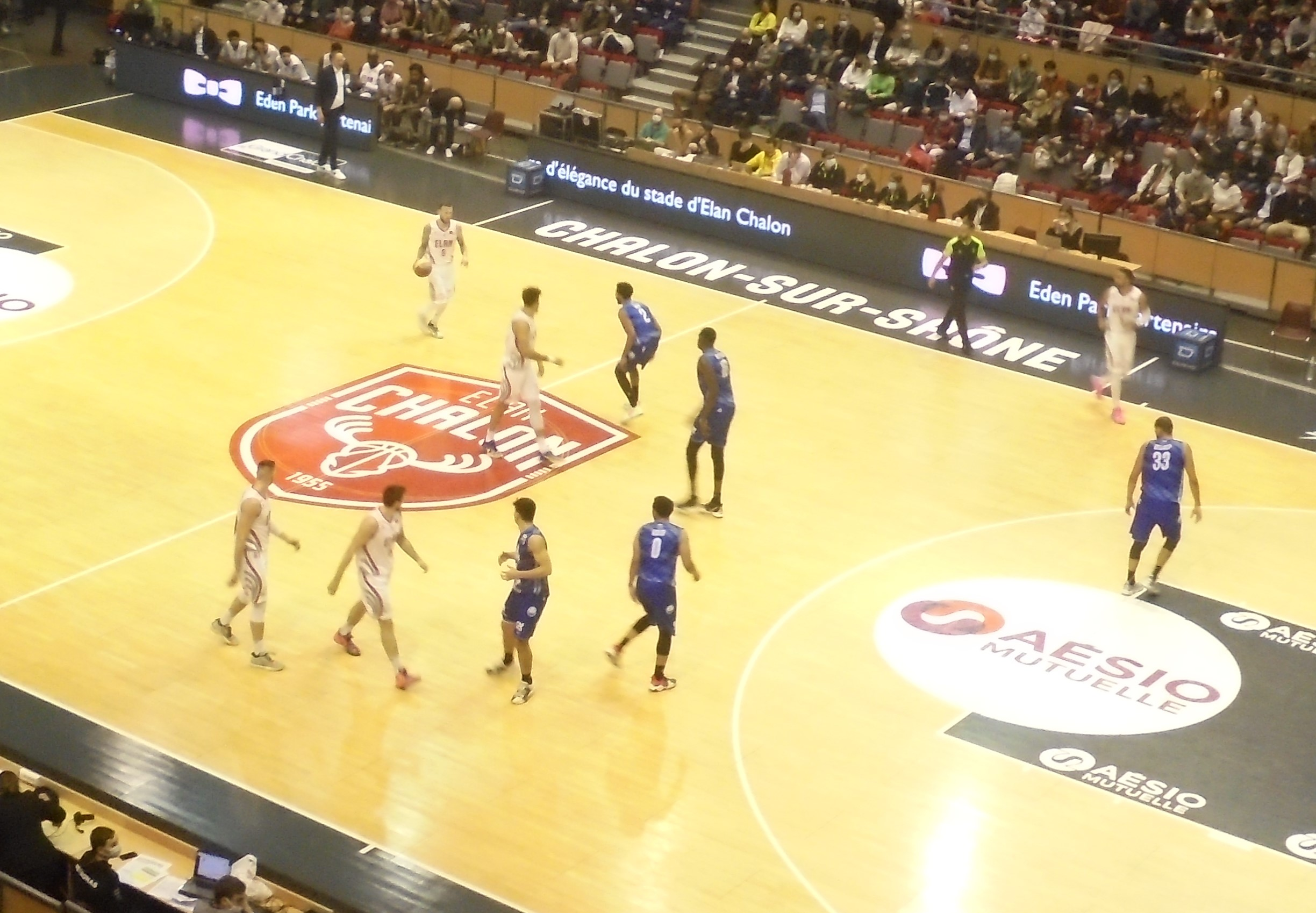
Match de Pro B en 2021 entre l'Elan Chalon et Vichy Clermont.
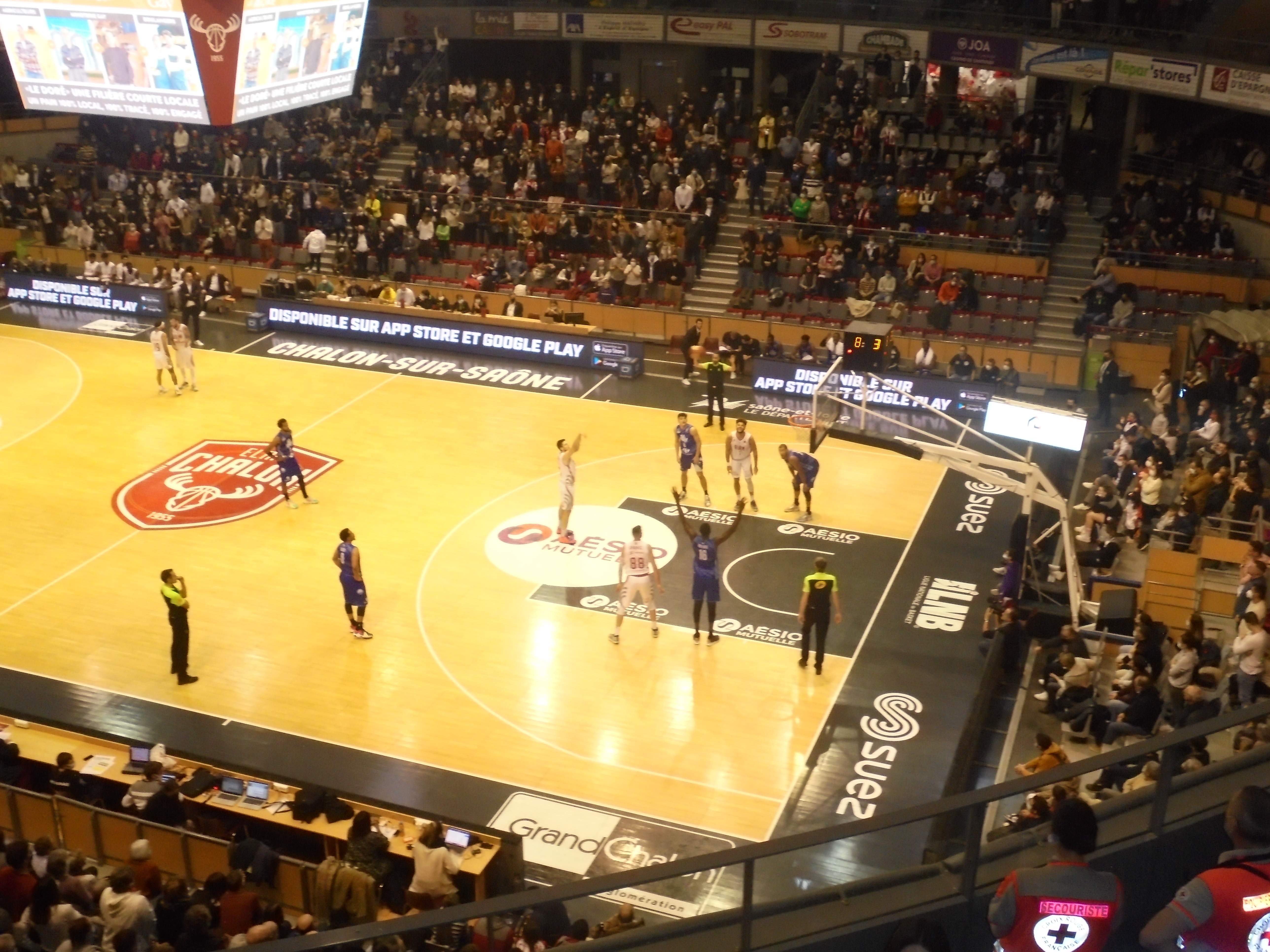
Match de Pro B en 2021 entre l'Elan Chalon et Vichy Clermont.